# Большое (озеро, Мурманск)
Большое (Большое Питьевое, Ростинское) — озеро в северо-восточной части Мурманска.
Площадь — 1,32 км². Площадь водосбора озера — 38 км².
Расположено на высоте 62,3 м над уровнем моря. В озеро впадает Ивановский ручей. Сток по реке Росте (до строительства водозабора и плотины). На озере в северной части небольшой остров.
Озеро является частью системы водохранилищ, суммарным объёмом около 0,035 км³, созданных для водоснабжения Мурманска. Сток зарегулирован. Оборудована водоподпорная грунтовая плотина. Амплитуда колебания уровня в озере около 5 м. Максимальный уровень воды был зафиксирован 30 мая 2011 года — 63,47 м. Раньше озеро служило источником пресной воды для водопровода всего города, ныне же для Ленинского округа Мурманска.
С востока озеро огибает Восточная объездная автодорога (часть автодороги Кола). Рядом с озером располагаются озёра Малое, Среднее и Питьевое. Малое и Питьевое озеро входят в бассейн Большого озера.
В годы Великой Отечественной войны жители города Мурманска, спасаясь от бомбёжек, построили по берегам озера посёлок из землянок, просуществовавший до 1950-х годов.